# Sinaloa
Sinaloa szövetségi állam Nyugat-Mexikóban, a Kaliforniai-öböl partján. Északon Sonora állammal határos, keleten Chihuahuával és Durangóval, délen pedig Nayarittal. Területe 57 377 km², kb. 2,8 millió lakosa van.
Legfontosabb városai: 
- Culiacán Rosales - a főváros
- Mazatlán - fontos kikötőváros és kedvelt turisztikai célpont
- Los Mochis

## Népesség
Ahogy egész Mexikóban, a népesség növekedése Sinaloa államban is gyors, ezt szemlélteti az alábbi táblázat:
| Év   | Lakosság  |
| ---- | --------- |
| 1990 | 2 204 054 |
| 1995 | 2 425 675 |
| 2000 | 2 536 844 |
| 2005 | 2 608 442 |
| 2010 | 2 767 761 |

## Sport
Sinaloa állam hagyományosan kedvenc sportja a baseball, azonban a 21. századra a labdarúgás is igen népszerűvé vált. 2003-ban a fővárosban, Culiacánban megalakult a Dorados de Sinaloa labdarúgócsapat is, amely egyszer a mexikói kupát is megnyerte.
Kultúra- és sporttörténeti különlegesség, hogy Sinaloában még ma is népszerű az ősi mezoamerikai labdajátékból kialakult ulama nevű csapatsport.